# Sýpka v Lánech na Důlku
Roubený špýchar pocházející z počátku 19. století se nalézá u domu čp. 8 v Lánech na Důlku, místní části města Pardubice.

## Dějiny
Špýchar je jedinou do současné doby dochovanou částí původní selské usedlosti s volnou trojstrannou zástavbou dvora. Zbylé části usedlosti byly novodobě přestavěny.

## Popis
Špýchar je drobné roubené obílené přízemní stavení ve štítové orientaci, se sedlovou střechou krytou po poslední opravě provedené v roce 2021 šindelem.
Vnitřní dispozice špýcharu je dvoudílná, v přední části se nalézá komora se zvýšenou podlahou a vstupem z vysokého zápraží, na něž navazuje vnější obedněné dřevěné schodiště vedoucí do podkroví.
Zadní část špýcharu je snížená, se vstupem v úrovni terénu. Oba vstupy i okénko do vyšší komory jsou orientovány do dvora, ostatní stěny jsou bez otvorů.

## Galerie

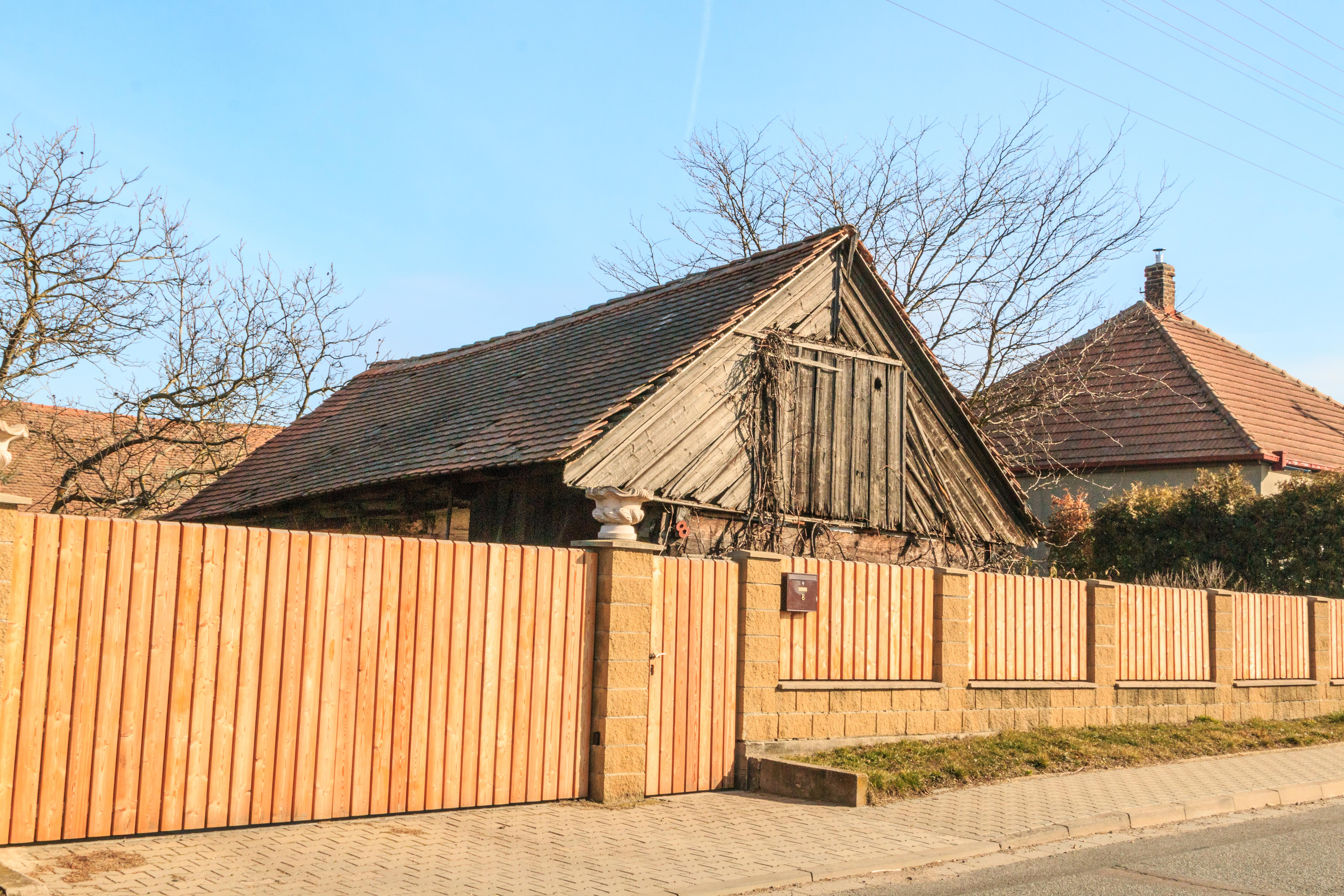
Špýchar u čp. 8 v Lánech na Důlku - stav v roce 2019
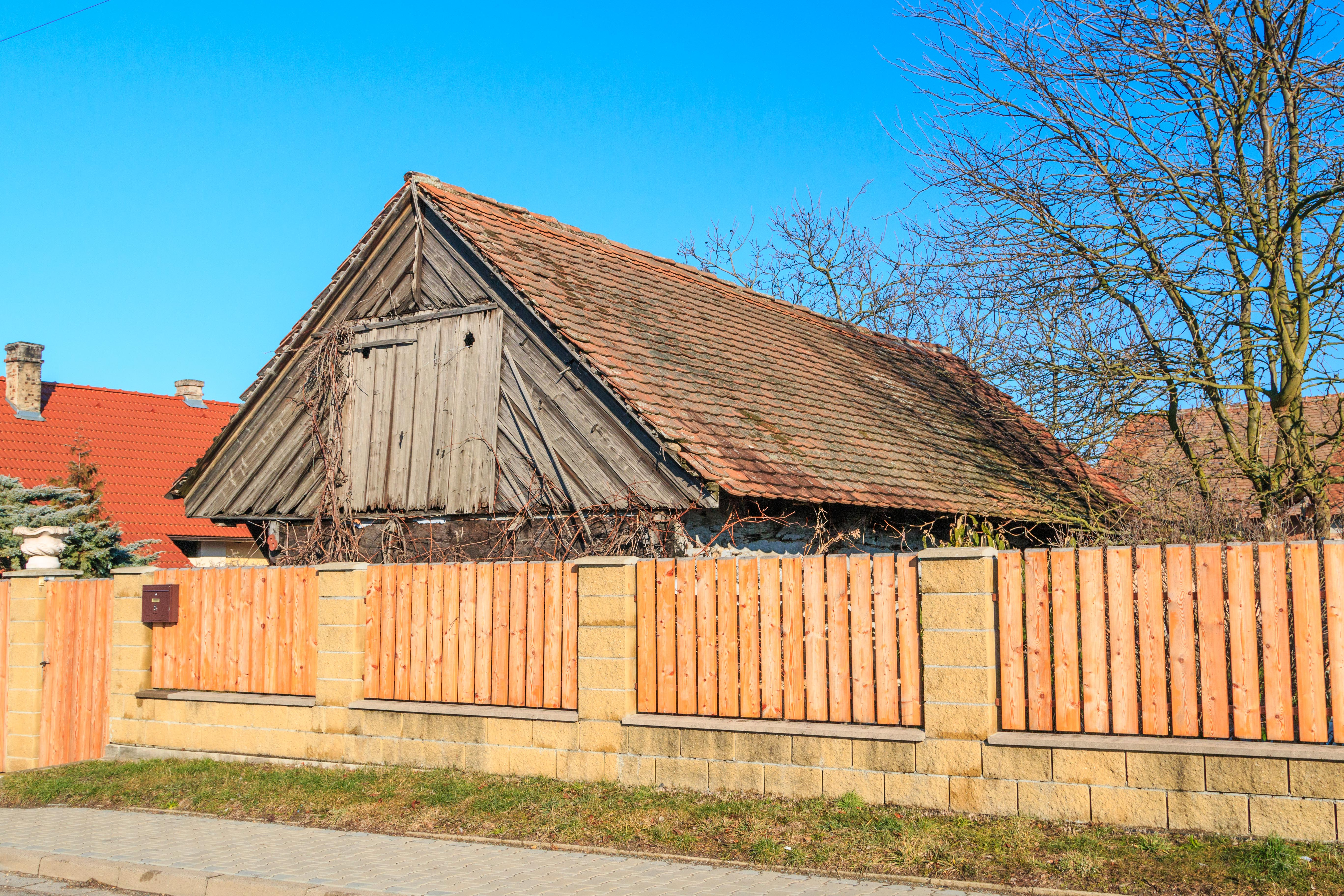
Špýchar u čp. 8 v Lánech na Důlku - stav v roce 2019
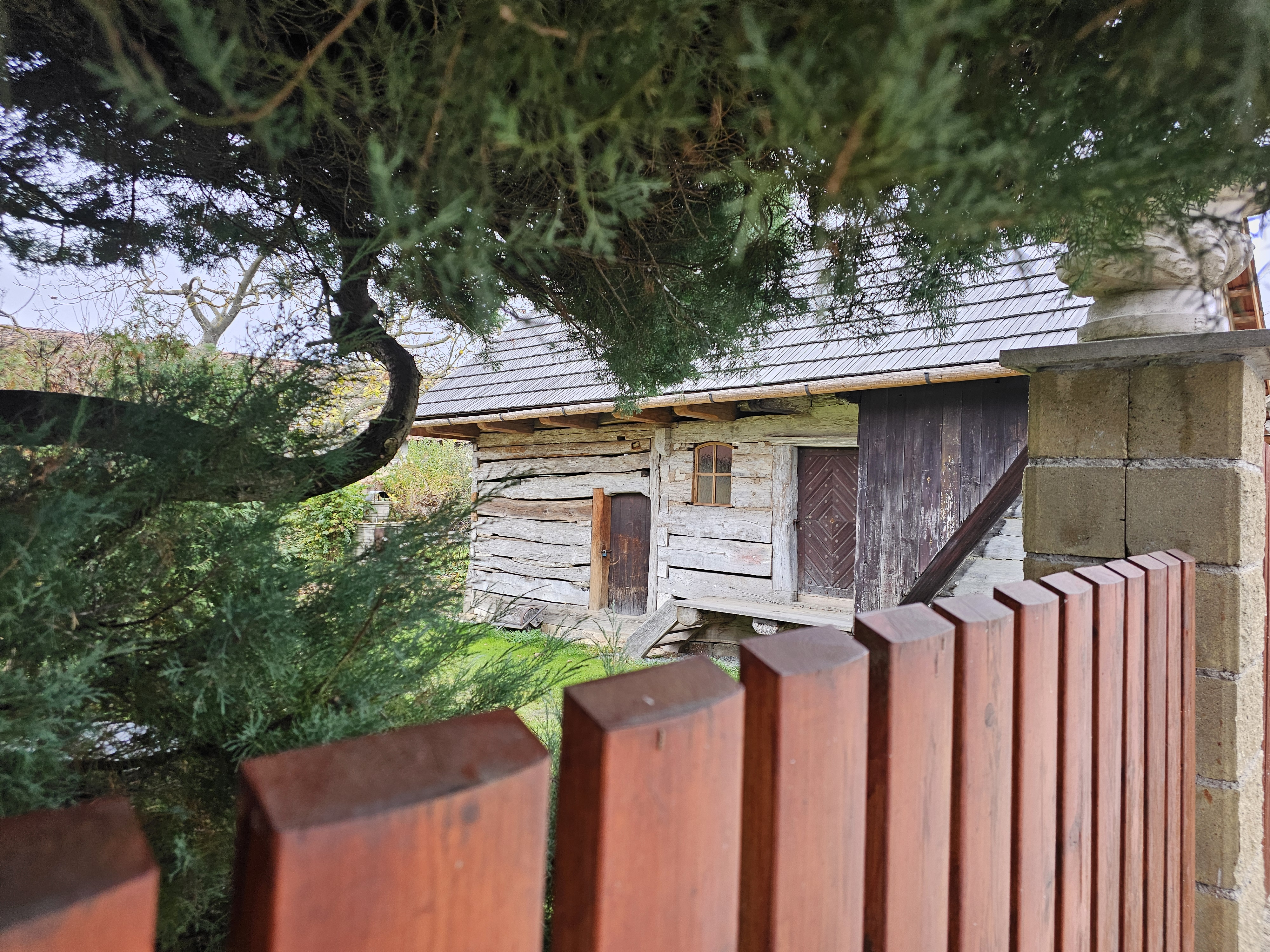
pohled na přední stranu v roce 2024
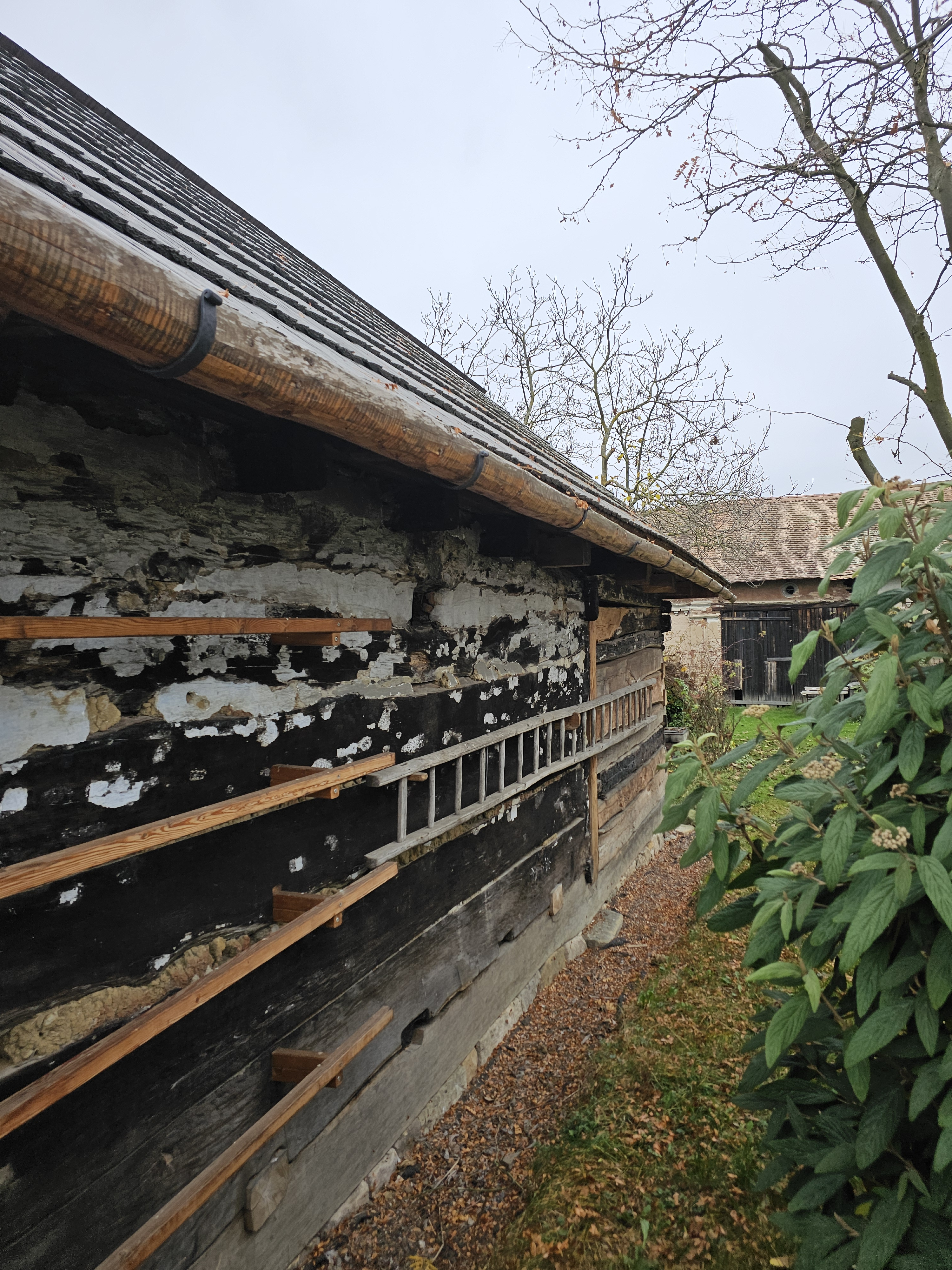
pohled na zadní stranu v roce 2024